# Tomasz Imieliński
Tomasz Imieliński (ur. 11 lipca 1954 w Toruniu) – profesor informatyki Rutgers University w New Brunswick (New Jersey, USA), ekspert w dziedzinie baz danych, eksploracji danych, reguł asocjacyjnych i mobile computing.

## Życiorys
Jest absolwentem I LO w Gdańsku. Ukończył studia na Wydziale Elektroniki Politechniki Gdańskiej. Tytuł doktora uzyskał w 1982 roku w Instytucie Podstaw Informatyki PAN (pod kierunkiem prof. Witolda Lipskiego). Na początku lat 80. wyjechał do Kanady i Stanów Zjednoczonych. Pierwszy rok spędził jako wizytujący profesor na Wydziale Informatyki Uniwersytetu McGill University w Montrealu.
Został profesorem informatyki Uniwersytecie Stanu New Jersey – Rutgers, w New Brunswick, gdzie także pełnił, w latach 1996–2003, funkcję dziekana Wydziału Informatyki. W latach 1985–1987 wykładał na Wydziale Informatyki University of Pennsylvania w Filadelfii.
Tomasz Imieliński jest współzałożycielem przedsiębiorstwa Connotate Technologies, które powstało w 2000 r. w New Brunswick i zajmuje się technologią eksploracji danych opartą na jego oryginalnych badaniach i patencie.
W latach 2004–2010 Tomasz Imieliński pełnił wiele funkcji w firmach internetowych, między innymi był wiceprezesem w firmach Ask.com i IAC/Pronto.
Tomasz Imieliński współzałożył (z Celiną Imielińską i Konradem Imielińskim) firmę technologiczną Art Data Laboratories LLC, której produkt Articker jest największą dynamiczną bazą danych globalnych wizualnych artystów. Articker mierzy m.in. dynamiczną obecność artystów w mediach. Articker jest ekskluzywnie używany przez dom aukcyjny Phillips.
Tomasz Imieliński otrzymał w 2018 Nagrodę Tadeusza Sendzimira w Naukach Stosowanych.

## Dorobek naukowy i dydaktyczny
Tomasz Imieliński jest autorem ponad 150 publikacji, które mają ponad 44 tys. cytowań według Google Scholar.

### Algebry Imielińskiego-Lipskiego
Wczesne badania Tomasza Imielińskiego na temat problemów reprezentacji niepełnej informacji w relacyjnych bazach danych dały początek fundamentalnym badaniom później znanym jako Algebry Imielińskiego-Lipskiego.

### Algebry cylindryczne
Tomasz Imieliński i Witold Lipski byli pierwszymi, którzy rozpoznali związek między modelem relacyjnym Codda i cylindrycznymi algebrami Tarskiego. Przedstawili swoje wyniki w 1982 r. na Symposium PODS, które w 1984 r. opublikowali w JACM.

### Association Rule Mining
Jest współtwórcą dziedziny reguł asocjacyjnych (association rule mining/learning), dziedziny zapoczątkowanej pracą z 1993 roku, która otrzymała w 2003 r. nagrodę 10-year Test of Time ACM SIGMOD Award. Praca ta jest jedną z najczęściej cytowanych publikacji w informatyce (ponad 25 tys. cytowań według Google Scholar) i znajduje się na liście najważniejszych publikacji w informatyce.

### Mobile Computing
Tomasz Imieliński w połowie lat 90. był jednym z pionierów dziedziny mobile computing publikując serię prac z Badri Nathem w ramach Dataman Project oraz współredagując pierwszą książkę na ten temat. W szczególności za pierwszą wspólną pracę z Badri Nathem, opublikowaną w 1992 roku, „Querying in highly mobile distributed environments” Tomasz Imieliński otrzymał w 2002 VLDB Ten Year Award.

### Geocast
Tomasz Imieliński prowadził badania w dziedzinie Geocast zajmującej się dostarczaniem informacji za pomocą sieci do specyficznych geograficznych lokalizacji.

### Patenty
Tomasz Imieliński jest autorem wielu patentów z dziedziny technologii wyszukiwania i eksploracji danych, przetwarzania danych multimedialnych, data mining i mobile computing (m.in. patent „Method and system for audio access to information in a wide area computer network”).

## Wybrane publikacje
- Imieliński, T.; Lipski, W. (1984). „The relational model of data and cylindric algebras”. Journal of Computer and System Sciences. 28 (1): 80–102.
- Imieliński, T.; Badrinath, B.R. (Oct 1994). „Mobile wireless computing: challenges in data management”. Communications of the ACM. 37 (10): 18–28.
- Imieliński, T.; Viswanathan, S.; Badrinath, B.R. (May–June 1997). „Data on Air: Organization and Access” (PDF). IEEE Transactions on Knowledge and Data Engineering. 9 (3): 353–372.
- Agrawal, R.; Imieliński, T.; Swami, A. (1993). „Database mining: A performance perspective” (PDF). IEEE Transactions on Knowledge and Data Engineering. 5 (6): 914–925.
- Barbará, D.; Imieliński, T. (May 1994). „Sleepers and workaholics: caching strategies in mobile environments” (PDF). ACM Sigmod Record. 23 (2): 1–12.
- Imieliński, T.; Mannilla, H. (1996). „A database perspective on knowledge discovery” (PDF). Communications of the ACM. 39 (11): 58–64.
- Viswanathan, S.; Imieliński, T. (May 1996). „Metropolitan area video-on-demand service using pyramid broadcasting” (PDF). Multimedia Systems. 4 (4): 197–208.
- Imieliński, T.; Viswanathan, S.; Badrinath, B.R. (June 1992). „Energy efficient indexing on air”. ACM SIGMOD. 23 (2): 25–36.
- Agrawal, R.; Ghosh, S.; Imieliński, T.; Iyer, B.; Swami, A. (1992). „An interval classifier for database mining applications” (PDF). Proc. of the VLDB Conference: 569–573.
- Viswanathan, S.; Imieliński, T. (March 1995). „Pyramid broadcasting for video-on-demand service”. IS&T/SPIE’s Symposium on Electronic Imaging: Science & Technology: 66–77.
- Goel, S.; Imieliński, T. (Oct 2001). „Prediction-based monitoring in sensor networks: taking lessons from MPEG” (PDF). ACM SIGCOMM Computer Communication Review. 31 (5): 1–12.
- Virmani, A.; Imieliński, T. (Dec 1999). „MSQL: A query language for database mining” (PDF). Data Mining and Knowledge Discovery. 3 (4): 373–408.
- Imieliński, T.; Badrinath, B.R. (1993). http://dl.acm.org/citation.cfm?id=156888 „Data management for mobile computing”. ACM Sigmod Record. 22 (1): 34–39.